# شهر فانکون
شهر فانکون (به لاتین: Fancun Township) یک شهرک در جمهوری خلق چین است که در بخش شیانگفو واقع شده‌است.